# The Imagine Project
The Imagine Project från 2010 är ett musikalbum av pianisten Herbie Hancock. Hancocks tanke bakom projektet är att genom musiken försöka skapa större förståelse kulturer och människor emellan. Skivan spelades in i sju länder runt om i världen och totalt medverkar ca 60 musiker.

## Låtlista
1. Imagine (John Lennon) – 7:18
2. Don't Give Up (Peter Gabriel) – 7:27
3. Tempo de Amor (Baden Powell/Vinícius de Moraes) – 4:44
4. Space Captain (Matthew Moore) – 6:54
5. The Times They Are a-Changin' (Bob Dylan) – 8:05
6. La Tierra (Juan Esteban Aristizabal) – 4:50
7. Tamatant Tilay / Exodus (Bob Marley/Alhassane Ag Touhami) – 4:45
8. Tomorrow Never Knows (John Lennon/Paul McCartney) – 5:22
9. A Change Is Gonna Come (Sam Cooke) – 8.46
10. The Song Goes On (Larry Klein) – 7:49

## Mottagande
Skivan fick ett svalt mottagande när den kom ut med ett snitt på 2,8/5 baserat på fem recensioner.